# Bethalto, Illinois
Bethalto là một làng thuộc quận Madison, tiểu bang Illinois, Hoa Kỳ. Năm 2010, dân số của làng này là 9521 người.

## Dân số
Dân số qua các năm:
- Năm 2000: 9454 người.
- Năm 2010: 9521 người.